# C16H32O3
化学式C16H32O3（摩尔质量：272.42 g/mol）可能指：
- 杜松酸（16-羟基十六烷酸），CAS号：506-13-8
- 紫茉莉脑酸（11S-羟基十六烷酸），CAS号：502-75-0

|  | 这个同类索引页列出了具有相同分子式的化学物（即同分異構體）条目。 除非您是有意链接至本页，否则应将相应条目的内部链接指向正确的条目。 |